# Sandy Dennis
Sandra Dale Dennis (ur. 27 kwietnia 1937 w Hastings, zm. 2 marca 1992 w Westport) – amerykańska aktorka filmowa, teatralna i telewizyjna. Laureatka Oscara za drugoplanową rolę w filmie Kto się boi Virginii Woolf? (1966).

## Życiorys
Dennis urodziła się w Hastings w stanie Nebraska, jako córka Yvonne, sekretarki, i Jacka Dennisa, urzędnika pocztowego. Sandy, ma brata, Franka. Uczęszczała na Nebraska Wesleyan University i University of Nebraska. W wieku 19 lat przeprowadziła się do Nowego Jorku.
Zadebiutowała w telewizji w 1956 w The Guiding Light. Jej debiut filmowy to obraz Wiosenna bujność traw u boku Natalie Wood z 1961. Była jednak bardziej zaangażowana w karierę w teatrze. Wygrała w krótkim czasie dwie nagrody Tony za kreacje w sztukach A Thousand Clowns i Any Wednesday. W 1966 zdobyła Oscara dla najlepszej aktorki drugoplanowej za rolę Honey, kruchej, neurotycznej żony George’a Segala, w obrazie Mike’a Nicholsa Kto się boi Virginii Woolf?. Osobiście nagrody nie przyjęła, gdyż właśnie była w Nowym Jorku na planie kolejnego filmu.
Ostatni raz pojawiła się na ekranie w 1991 w filmie Indiański biegacz w reżyserii Seana Penna.
Żyła w związku z muzykiem jazzowym Gerrym Mulliganem (1965–1976). Chociaż Mulligan często określał Dennis jako jego drugą żonę, Dennis później wyznała, że nigdy nie wyszła za mąż. Przez parę lat była również związana z aktorem Erikiem Robertsem (1980–1985).
Zmarła na raka jajnika w Westport w stanie Connecticut w wieku 54 lat.
W 1997, pośmiertnie, zostały wydane wspomnienia aktorki Sandy Dennis: A Personal Memoir.

## Filmografia
Filmy fabularne
- 1991: Indiański biegacz (The Indian Runner) jako Pani Roberts
- 1989: Rodzice (Parents) jako Millie Dew
- 1988: Inna kobieta (Another Woman) jako Claire
- 1988: Telefon do piekła (976-EVIL) jako Ciotka Lucy
- 1985: The Execution jako Elsa Spahn
- 1982: Wróć, Jimmy Deanie (Come Back to the Five and Dime, Jimmy Dean, Jimmy Dean) jako Mona
- 1981: Cztery pory roku (The Four Seasons) jako Anne Callan
- 1980: Wilson's Reward jako Martha James
- 1978: Perfect Gentlemen jako Sophie Rosenman
- 1977: Brzydkie zwyczaje (Nasty Habits) jako Siostra Winifred
- 1976: God Told Me To jako Martha Nicholas
- 1975: Mr. Sycamore jako Jane Gwilt
- 1972: Something Evil jako Marjorie Worden
- 1970: Za miastem (The Out-of-Towners) jako Gwen Kellerman
- 1970: Jedynym wyjściem jest śmierć (The Man Who Wanted to Live Forever) jako Dr Enid Bingham
- 1969: Ów chłodny dzień w parku (That Cold Day in the Park) jako Frances Austen
- 1969: A Touch of Love jako Rosamund Stacey
- 1968: Kapelusz pełen deszczu (A Hatful of Rain) jako Celia Pope
- 1968: Sweet November jako Sara Deever
- 1968: Teach Me!
- 1967: W górę po schodach w dół (Up the Down Staircase) jako Sylvia Barrett
- 1967: The Fox jako Jill Banford
- 1966: Kto się boi Virginii Woolf? (Who's Afraid of Virginia Woolf?) jako Honey
- 1966: Trzy siostry (The Three Sisters) jako Irina
- 1961: Wiosenna bujność traw (Splendor in the Grass) jako Kay

Seriale telewizyjne
- 1986: The Equalizer jako Kay Wesley, była żona McCall'a
- 1985:	Alfred Hitchcock Presents jako Helen
- 1985: Statek miłości (The Love Boat) jako Gina Caldwell
- 1985: Young People's Specials jako Patricia Benson
- 1978: Police Story jako Sharon Bristol
- 1964: Mr. Broadway jako Patricia Kelsey
- 1964: Arrest and Trial jako Molly White
- 1963: The Fugitive jako Cassie Bolin
- 1962-1963: Naked City jako Elanore Ann Hubber / Lorraine Kirshwood
- 1956: The Guiding Light jako Alice Holden #1

## Nagrody
- Nagroda Akademii Filmowej Najlepsza aktorka drugoplanowa: 1967 Kto się boi Virginii Woolf?
- Nagroda Tony
  - Najlepsza aktorka w sztuce: 1964 Any Wednesday
  - Najlepsza aktorka drugoplanowa w sztuce: 1963 A Thousand Clowns